# Ingresos netos
En negocios y contabilidad, los ingresos netos (ingresos integrales totales, ingresos netos, beneficios netos, resultados finales, beneficios brutos, márgenes brutos, beneficios de ventas o ventas a crédito) son los ingresos de una entidad menos el costo de los bienes vendidos, gastos e impuestos para un período contable Se calcula como el residuo de todos los ingresos y ganancias sobre todos los gastos y pérdidas del período, y también se ha definido como el aumento neto en el patrimonio de los accionistas que se deriva de las operaciones de una compañía. En el contexto de la presentación de los estados financieros, la Fundación IFRS define el ingreso neto como sinónimo de pérdidas y ganancias. La diferencia entre los ingresos y el costo de hacer un producto o proporcionar un servicio, antes de deducir los gastos generales, la nómina, los impuestos y los pagos de intereses. Esto es diferente de la ganancia operativa (ganancias antes de intereses e impuestos).
Un sinónimo común de ganancia neta cuando se analizan los estados financieros (que incluyen un balance general y un estado de resultados) es el resultado final. Este término se debe a la apariencia tradicional de un estado de resultados que muestra todos los ingresos y gastos asignados durante un período de tiempo específico con la suma resultante en la línea inferior del informe. 
En términos simplistas, la ganancia neta es el dinero que queda después de pagar todos los gastos de una empresa.  En la práctica, esto puede ser muy complejo en grandes organizaciones o esfuerzos. El contador debe detallar y asignar los ingresos y gastos de manera adecuada al ámbito de trabajo específico y al contexto en el que se aplica el término. 
Las definiciones del término pueden, sin embargo, variar entre el Reino Unido y los Estados Unidos. En los EE. UU., la ganancia neta a menudo se asocia con la utilidad neta o la ganancia después de impuestos (consulte la tabla a continuación). 
El porcentaje de margen de beneficio neto es una relación relacionada. Esta cifra se calcula dividiendo la ganancia neta por el ingreso o la facturación, y representa la rentabilidad, como porcentaje. 
Es una medida de la rentabilidad de una empresa después de contabilizar todos los costos e impuestos. Es el beneficio real e incluye los gastos operativos que están excluidos del beneficio bruto. 
El ingreso neto generalmente se calcula por año, para cada año fiscal. Es lo mismo que la ganancia neta pero un concepto contable distinto de la ganancia, es decir, la cantidad de dinero que la empresa ha ganado antes de que se resten las deducciones específicas de la empresa.  El ingreso neto también se puede calcular sumando el ingreso operativo de una compañía al ingreso no operativo y luego restando los impuestos.
"¿Cómo decide una empresa si tiene éxito o no?  Probablemente la forma más común es mirar las ganancias netas del negocio. "Dado que las empresas son colecciones de proyectos y mercados, las áreas individuales se pueden juzgar por el éxito que tienen al aumentar el beneficio neto corporativo".

## Definición
Los ingresos netos pueden distribuirse entre los tenedores de acciones comunes como un dividendo o ser mantenidos por la empresa como una adición a las ganancias retenidas.  Como las ganancias y los excedentes se usan como sinónimos para los ingresos (también dependiendo del uso en el Reino Unido y los EE. UU.), las ganancias netas y los ingresos netos se encuentran comúnmente como sinónimos de la renta neta. A menudo, el término ingreso se sustituye por el ingreso neto, sin embargo, esto no se prefiere debido a la posible ambigüedad. El beneficio neto se llama informalmente la línea de fondo, ya que se encuentra normalmente en la última línea de una empresa de la cuenta de resultados (un término relacionado es estado de resultados, es decir, los ingresos, que forma la primera línea del estado de cuenta). 
Los artículos deducidos normalmente incluirán gastos de impuestos, gastos de financiamiento (gastos de intereses) e intereses minoritarios. Asimismo, los dividendos de acciones preferentes también se restarán, aunque no son un gasto. Para una empresa de comercialización, los costos sustraídos pueden ser el costo de los bienes vendidos, descuentos en ventas y devoluciones y descuentos en ventas. Para una compañía de productos, se incluyen los costos de publicidad, fabricación y diseño y desarrollo. 
El costo de ventas se calcula de forma diferente para un merchandising de negocios que para un fabricante.

## Una ecuación para el ingreso neto
Ganancia neta: para calcular la ganancia neta de una empresa (como una empresa, división o proyecto), reste todos los costos, incluida una parte justa de los gastos generales corporativos, de los ingresos brutos o el volumen de negocios. 
{\displaystyle {\text{Ganancia neta = ingresos por ventas - costos totales}}}
El beneficio neto es una medida de la rentabilidad fundamental de la empresa. "Son los ingresos de la actividad menos los costos de la actividad. La principal complicación es... cuando es necesario asignar "a través de empresas. "Casi por definición, los gastos generales son costos que no pueden vincularse directamente a ningún proyecto, producto o división específica". "El ejemplo clásico sería el costo del personal de la sede". "Aunque teóricamente es posible calcular las ganancias para cualquier sub- (empresa), como un producto o región, a menudo los cálculos se hacen sospechosos por la necesidad de asignar costos generales". Debido a que los costos generales generalmente no vienen en paquetes ordenados, su asignación a través de empresas no es una ciencia exacta.

### Ejemplo
Aquí es cómo puede alcanzar el beneficio neto en una cuenta de pérdidas y ganancias (cuenta de pérdidas y ganancias): 
1. Ingresos por ventas = precio (del producto) × cantidad vendida
2. Ganancia bruta = ingresos por ventas: costo de ventas y otros costos directos
3. Ganancia operativa = ganancia bruta - gastos generales y otros costos indirectos
4. EBIT (ganancias antes de intereses e impuestos) = utilidad operativa + utilidad no operativa
5. Beneficio antes de impuestos ( EBT , ganancias antes de impuestos) = ganancia operativa: elementos únicos y pagos por despido, reestructuración del personal, intereses a pagar
6. Ganancia neta = Ganancia antes de impuestos - impuesto
7. Ganancias retenidas = Ganancia después de impuestos - dividendos

Otra ecuación para calcular el ingreso neto: 
La cifra de ventas (ingresos) - El costo de ventas = utilidad bruta - gastos  SG&A (costes combinados de funcionamiento de la empresa) - Investigación y desarrollo (I + D) = Utilidad antes de intereses, impuestos, depreciación y amortización (EBITDA) - Depreciación y amortización = Ganancias antes de intereses e impuestos (EBIT): gasto por intereses (costo del préstamo) = ganancias antes de impuestos (EBT): gasto por impuestos = ingreso neto (EAT) 
Otra ecuación para calcular el ingreso neto: 
Ventas netas = ventas brutas - (descuentos para clientes + devoluciones + descuentos)
Ganancia bruta = ventas netas - costo de bienes vendidos
Porcentaje de ganancia bruta = [( ventas netas - costo de bienes vendidos ) / ventas netas ] × 100%.
Beneficio operativo = beneficio bruto - gastos operativos totales
Utilidad neta = utilidad de operación - impuestos - intereses

## Otros términos
Ventas netas = ventas brutas (descuentos, devoluciones y descuentos para clientes)
Ganancia bruta = ventas netas - costo de los bienes vendidos
Beneficio operativo = beneficio bruto - gastos operativos totales
Utilidad neta = utilidad de operación - impuestos - intereses
Ganancia neta = ventas netas - costo de los bienes vendidos - gastos operativos - impuestos - intereses